# Branoslavci
Branoslavci is een plaats in Slovenië en maakt deel uit van de gemeente Ljutomer in de NUTS-3-regio Pomurska. De plaats telde 164 inwoners op 1 januari 2020.